# Pentax MX
Die Asahi Pentax MX kam 1976 auf den Markt und wurde bis 1985 gebaut. Sie war zur Zeit ihrer Erscheinung eine der kleinsten 35-mm-Spiegelreflexkameras mit TTL-Belichtungsmessung ihrer Klasse. Die MX gehört zu den vollmechanischen Kameras, deren Batterien nur für den Belichtungsmesser benötigt werden. Die Kamera verwendet das K-Bajonett. Die Kamera wurde für professionelle Benutzung konzipiert und entsprechend in ein umfangreiches Zubehörsystem integriert.

## Zubehör

### Kamera-Antriebe
- Motor-Drive: Der angebotene Motor Drive MX ist extrem klein und kompakt und erreicht 5 Bilder/Sekunde. Die Bildfrequenz ist stufenlos wählbar im Bereich von 0,5 Bilder/Sekunde bis 5 Bildern/Sekunde. Der Motor Drive bietet keine motorische Rückspulung. Für den Motor Drive gibt es folgende Energiequellen: NiCd-Pack M, NiCd-Pack LX, Batteriegriff M, Netzteil.
- Winder: Der angebotene Winder MX ermöglicht Einzelbildaufnahmen und Serienbild-Aufnahmen mit 2 Bilder/Sekunde. Der Winder MX passt ausschließlich an die MX und kann nicht an den übrigen Kameras der M-Serie verwendet werden.

### Kamera-Rückwände
Die Standard-Rückwand der M ist gegen folgende Rückwände austauschbar:
- Watch-Data-MX: eine Rückwand mit Uhrzeit bzw. Memo-Feld
- Dial-Data-MX: eine Datenrückwand zur Einbelichtung von Datums- und Zahlenwerten
- Langfilmmagazin: 10 m Filmmaterial für bis zu 250 Aufnahmen.

### Mattscheiben
8 auswechselbare Typen von Mattscheiben, von der Vollmattscheibe bis zur Version mit Schnittbild/Mikroprismenring. Grundsätzlich sind die helleren Mattscheiben der Pentax LX ebenfalls verwendbar. Allerdings stimmen dann die vom eingebauten Belichtungsmesser gemessenen Belichtungswerte nicht mehr und müssen korrigiert werden. Die Mattscheiben werden durch das Objektivbajonett gewechselt (wie auch bei der Pentax LX).

### Fernauslösezubehör

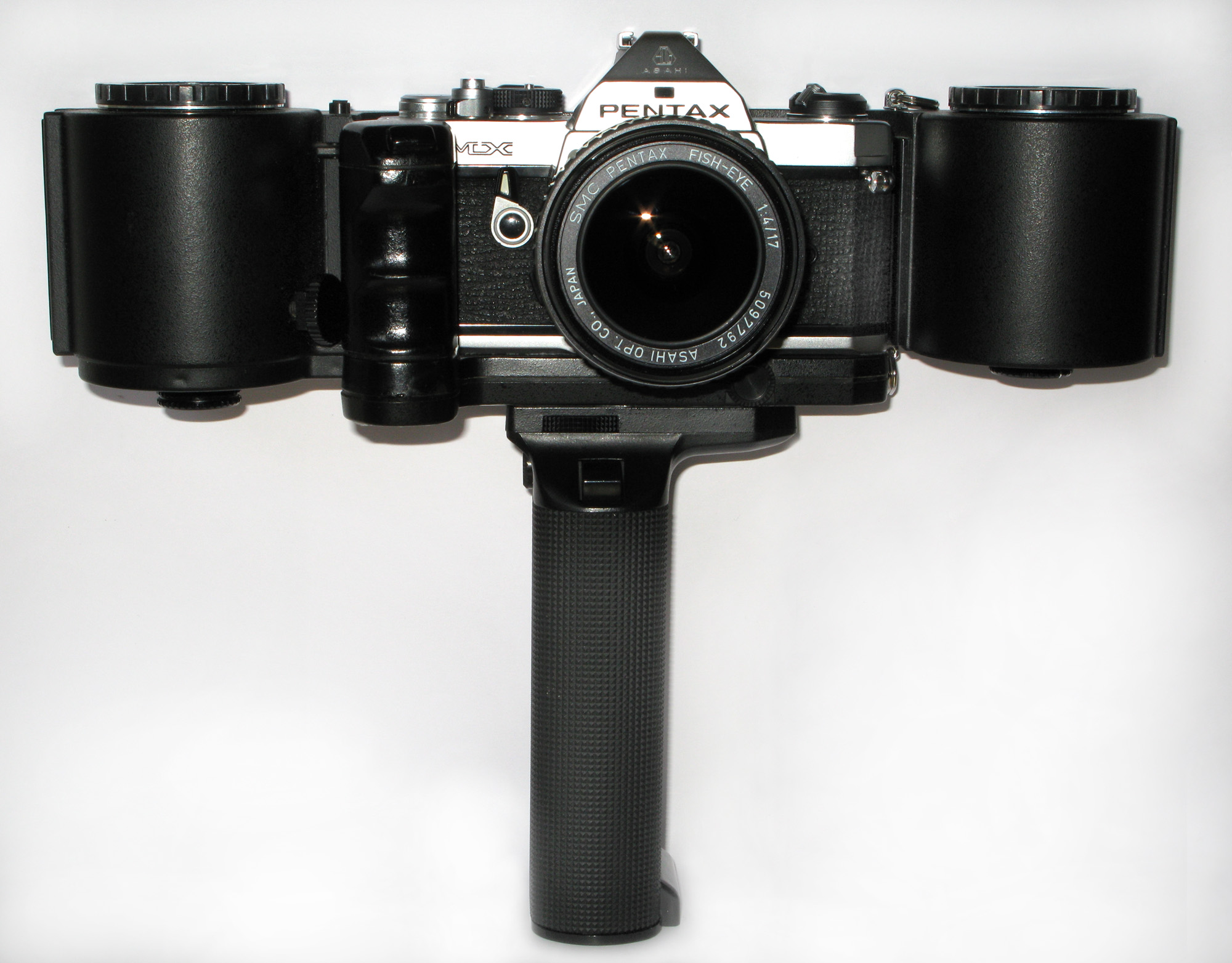
Pentax MX mit MotorDrive MX, Langfilmmagazin MX, Batteriegriff M und 4.0/17 mm Superweitwinkel-Objektiv

Für die Steuerung der MX aus der Entfernung gibt es eine Reihe von Zubehör: Mehrere Fernauslösekabel, die über Schalter, Batteriegriff M, NiCd-Pack M, NiCd-Pack LX oder das Pentax-Netzteil ausgelöst werden.
Infrarotfernsteuerung, die aus bis zu 60 m Entfernung bis zu drei Kameras auslösen kann.